# Терговци
„Терговци ” је југословенски ТВ филм из 1967. године. Режирао га је Јован Коњовић, а сценарио је написао Јован Коњовић на основу истоимене драме Карла Голдонија.

## Улоге
| Глумац                | Улога                   |
| --------------------- | ----------------------- |
| Северин Бијелић       | Господар Давид Рацковић |
| Михаило Миша Јанкетић | Милан Рацковић, син     |
| Предраг Тасовац       | Господар Деметри Кода   |
| Миа Адамовић          | Милева                  |
| Маја Чучковић         | Махрена                 |
| Иван Јагодић          | Мојсеја                 |

Остале улоге ▼
| Глумац          | Улога                 |
| --------------- | --------------------- |
| Драган Оцокољић | Митар Лепојевић       |
| Никола Симић    | Доктор Теса Толић     |
| Божидар Стошић  | Исаија                |
| Рената Улмански | Господична Анастасија |